# Пармский университет
Пармский университет (итал. Università di Parma), официально Пармский исследовательский университет (итал. Università degli Studi di Parma), — университет в городе Парма, Италия. В этом городе университет действовал в 1412—1420 годах и было ещё несколько попыток его создать, но современный университет был основан в 1601 году как учебное заведение, совместное с Орденом иезуитов. В 1768 году иезуиты были изгнаны и университет стал светским. В 1831—1854 годах университет был закрыт из-за протестов. По состоянию на 2019 год в университете обучается около 25 тысяч студентов.

## История
На протяжении XIII—XIV веков в Парме действовала небольшая школа-studium. В 1346 году миланское семейство Висконти овладело Пармой, но школа продолжила существовать. Она была закрыта герцогом Джаном Галеаццо Висконти (правил 1385—1402), который в 1387 году приказал всем своим подданным учиться в Павийском университете.

### Ранний университет
После смерти Джана Галеаццо Висконти его владения дезинтегрировались и в 1409 году Парма оказалась под властью Никколо III д’Эсте, маркиза Феррары. В 1412 году маркиз разрешил основать университет, а антипапа Иоанн XXIII даровал университету различные привилегии, но не право выдавать степени, однако в университете их выдавали, несмотря на это, ссылаясь на якобы существующее более ранее разрешение.
В Пармском университете этого времени предположительно преподавали юрист Кристофоро Кастильоне, медик Уго Бенци, естествоиспытатель Бьяджо Пелакани, логик Паоло Венето и другие, были созданы факультеты искусства и медицины (1415) и права (1416). При этом документов об университете того времени практически не сохранилось.
Постепенно миланские власти вновь усилились и в 1420 году герцог Филиппо Мария Висконти вернул Парму, закрыв местный университет.

### Упадок
Пармский университет был временно возрождён примерно на год в период между 1447 годом, когда образовалась Амброзианская республика, и 1450 годом, когда Франческо I Сфорца возродил Миланское герцогство и повторно объявил Павийский университет единственным на его территории. Кроме того, в конце 1470-х в Парме было по одному профессору гражданского права и философии, а в 1492 году — профессор медицины, но полноценного университета более не существовало.
Пармский университет этого времени действовал как учебное заведение только на бумаге, однако продолжал выдавать степени без обучения. Эти степени покупались студентами, обучавшимися в других университетах, поскольку они стоили дешевле или для их получения нужно было сдать более простые экзамены. На протяжении 1432—1522 годов было выдано 287 докторских степеней (145 по праву, 42 по искусствам и медицине, 96 по теологии; тематика 4 неизвестна). Среди получавших степени изначально были в основном итальянцы, но в концу XV века увеличилось число иностранцев (после 1500 года большинство иностранцев были французами).
Также в Парме действовал теологический колледж, выдававший степени по крайней мере с 1448 года. К 1470-м число получивших степени выросло, достигнул 15 в 1498 году, преимущественно итальянцев. При этом неизвестно, имелось ли в нём реальное преподавание теологии.
Было ещё две попытки возродить университет: после того, как в 1521 году Парма вышла из-под контроля Милана и вошла в Папскую область, и после того, как в 1545 году Парма стала независимым герцогством во главе с Пьером Луиджи Фарнезе, внебрачным сыном папы римского Павла III. В 1547 году местные власти наняли троих профессоров, чтобы преподавать гражданское право, логику и греческие и латинские гуманитарные науки, однако в 1551 году средства были перенаправлены на военные нужды.

### Иезуитский период
В 1564 году в Парме была основана иезуитская школа для обучения на доуниверситетском уровне. Школа финансировалась властями коммуны и предоставляла бесплатное образование на латыни для юношей 10-16 лет.
В 1599 году пармский герцог Рануччо I Фарнезе предложил Ордену иезуитов основать совместный университет, и была заключена сделка, по которой иезуиты должны обеспечить преподавание логики, естествознания, математики и теологии, а герцог и власти коммуны — преподавание права и медицины. Также герцог создал специальный совет (Riformatori dello Studio), наблюдающий за университетом. Уже в 1599 году начались некоторые лекции, а в 1601 году герцог официально утвердил создание университета. Наконец, была подана петиция папе римскому с просьбой даровать статус университета.
Это был первый в Италии университет, в котором не просто преподавали иезуиты как частные лица, а часть должностей назначалась Орденом. Иезуиты преподавали в здании своей школы, при том что светские преподаватели читали лекции в специально купленном для этого властями коммуны здании. Кроме того, иезуиты вели лекции в соответствии с иезуитским планом преподавания, Ratio Studiorum, а не так, как было принято в итальянских университетах. При этом иезуитам платил герцог, а светским преподавателям — власти коммуны; при этом за счёт того, что должности занимали иезуиты, герцог платил меньше, чем если бы их занимали светские преподаватели.
При открытии в университете преподавало 17 профессоров; к 1617 году их количество возросло до 27 человек (11 преподавали право, 7 — медицину, 9 — искусства) и, предположительно, оставалось таким же, изредка повышаясь до 30-32 человек, на протяжении XVII и XVIII веков. Около трети позиций было занято иезуитами; среди светских преподавателей был известный юрист Франческо Аккариджи, но большая часть позиций была занята местными преподавателями; штат был относительно стабильным, многие преподавали по 15-20 лет. Пармский университет имел, по итальянским меркам, профессорский штат среднего размера.
Предположительно в начале XVII века в Пармском университете училось около 300—400 человек, в том числе из других регионов Италии. Хотя гражданам Венецианской республики и было предписано посещать Падуанский университет, многие учились в Парме. Помимо полного преподавательского состава, у этого была и религиозная причина, связанная с оппозицией местных дворян антииезуитской политике венецианских властей (в 1606—1657 годах иезуиты была изгнаны из Венеции за принятие стороны папы римского во время Венецианского интердикта). А именно, помимо университета, в 1601 году Рануччо I основал школу-интернат Collegio dei Nobili для юношей знатного происхождения, от 11 до 20 лет, в основном итальянских, в которой с 1604 года преподавали иезуиты; отправленные туда назло венецианским властям юноши зачастую оставались учиться в университете.

### Светский университет
На протяжении XVII века пармские герцоги поддерживали иезуитов, однако в середине XVIII это прекратилось. Изменение отношения к иезуитам связано с прибытием в Парму француза Гийома дю Тийо, деятеля Просвещения и противника церкви, ставшего в 1759 году премьер-министром при герцоге Филиппе I (правил 1748—1765) и оставшегося в этой должности при его сыне Фердинанде I (правил 1765—1802), при котором он имел огромное влияние.
Когда в 1767 году испанский король Карл III подавил орден иезуитов в своих владениях, Тийо убедил герцога Фердинанда, племянника Карла III, последовать его примеру, и в 1768 году все члены Ордена были изгнаны из Пармы. Бо́льшая часть собственности Ордена в Парме была продана на аукционе, но здание Колледжа Сан-Рокко было передано университету. Учебная программа была изменена в соответствии с принципами Просвещения.
Несмотря на то, что в 1771 году Тийо был отправлен в отставку, а в 1773 году часть иезуитов была допущена обратно в Парму, они не были возвращены к преподаванию в университете.
В 1831 году заметная часть студентов университета участвовала в протестах, из-за чего пармская герцогиня Мария-Луиза Австрийская остановила работу университета, а в 1848 году пармский герцог Карл III окончательно закрыл его. Однако уже в 1854 году университет был повторно открыт Луизой Марией, регенткой при малолетнем пармском правителе. Вновь открытый университет состоял из факультетов теологии, права, медицины, физики и математики, философии и литературы, а также школ акушерства, фармацевтики и ветеринарии.

### Государственный университет
После объединения Италии в 1860 году встала проблема слишком большого количества количества университетов в стране, связанного с тем, что в период раздробленности во многих регионах были созданы местные университеты. В результате в 1862 году министр народного просвещения Карло Маттеуччи издал закон, по которому университеты были классифицированы на два уровня, и Пармский университет, как университет нижнего уровня, получил меньшее финансирование, в результате чего уменьшились зарплаты преподавателей и потому упало качество преподавания. Кроме того, были закрыты факультет теологии и факультет философии и литературы.
В результате политической борьбы местных властей за увеличение государственного финансирования университетов нижнего уровня в 1887 году министр народного просвещения Мишель Коппино уровнял Пармский университет и ещё два университета с университетами верхнего уровня. В 1900-х годах комплекс университетских зданий претерпел значительную реформу. В 1926 году при университете был построен Большой госпиталь.

## Устройство
С 2016 года университет делится на 9 департаментов:
- Медико-ветеринарный департамент
- Департамент математики, физики и компьютерных наук
- Департамент права, политики и международных исследований
- Департамент химии, наук о жизни и экологической устойчивости
- Департамент экономики и менеджмента
- Департамент инженерии и архитектуры
- Департамент медицины и хирургии
- Департамент гуманитарных и общественных наук и культуры
- Департамент продовольствия и лекарственных средств

Административный центр университета расположен в Колледже Сан-Рокко, где находятся офис ректора, актовый зал, собрание естественнонаучных экспонатов и некоторые учебные аудитории. Основной кампус расположен на южной окраине Пармы.